# دفید ۱۸۳۴۹
سیارک ۱۸۳۴۹ (به انگلیسی: 18349 Dafydd، نامگذاری:1990OV4) هجده هزار و سیصد و چهل و نهمین سیارک کشف شده‌است که در ۲۵ ژوئیه ۱۹۹۰ کشف شد.
قدر مطلق سیارک برابر ۲۰.۴ است.